# Вон, Мэттью
Сэр Мэ́ттью Вон (англ. Matthew Vaughn; настоящее имя — Мэ́ттью де Вер Драммонд (англ. Matthew de Vere Drummond), при рождении — Мэттью Аллард Роберт Вон (англ. Matthew Allard Robert Vaughn); род. 7 марта 1971, Лондон, Великобритания) — британский кинорежиссёр, продюсер, сценарист и актёр.

## Ранние годы
Мать Вона — Кэти Китон (англ. Kathy Ceaton), дочь магната Джеймса Китона. Считалось, что его отцом является актёр Роберт Вон, хотя он покинул Кэти и Мэттью незадолго до первого дня рождения сына. В 1980-х годах было установлено, что Роберт Вон не является отцом Мэттью.
В 2002 году обнаружилось, что его отец — Джордж Альберт Харли де Вер Драммонд (англ. George Albert Harley de Vere Drummond), британский аристократ, крестник короля Георга VI. По давней просьбе Роберта Вона Мэттью использует его фамилию в профессии, но в личной жизни он де Вер Драммонд.

## Личная жизнь

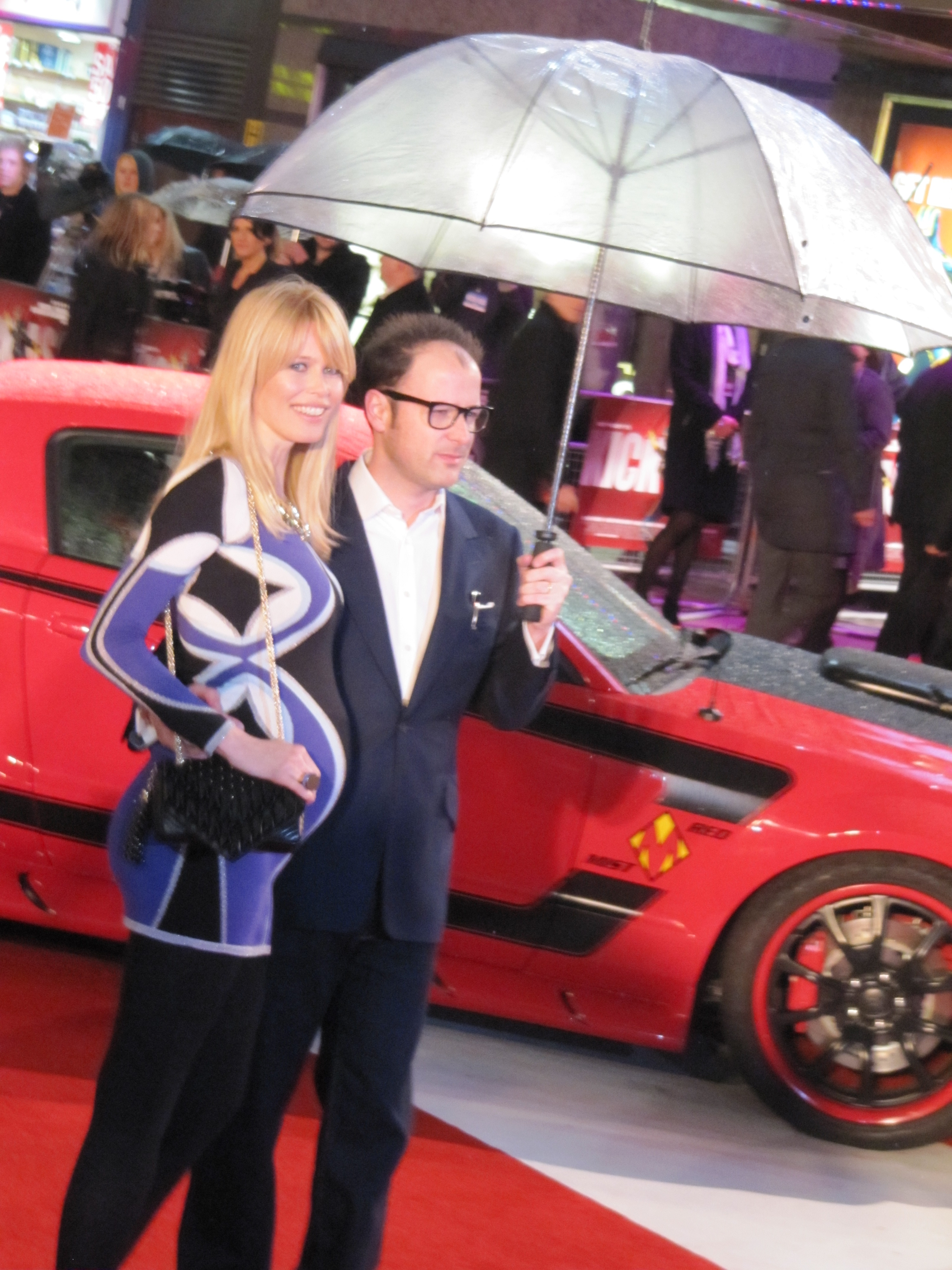
Вон с женой

Женат на Клаудии Шиффер (с 25 мая 2002 года). В семье три ребёнка: сын Каспар Мэттью де Вер Драммонд (Caspar Matthew De Vere Drummond), род. 30 января 2003, Лондон; дочь Клементина де Вер Драммонд (Clementine De Vere Drummond), род. 11 ноября 2004, Лондон; дочь Косима Вайолет Вон Драммонд, род. 14 мая 2010, Лондон.
Является другом Гая Ричи, у которого был шафером на свадьбе.

## Карьера
В возрасте 25 лет Вон продюсировал малобюджетный триллер «Невинный сон» (1996). Также он работал продюсером в фильме своего близкого друга Гая Ричи «Карты, деньги, два ствола». Фильм имел критический, популярный и финансовый успех, заработав Вону и Ричи по 9 миллионов фунтов стерлингов. Позже Вон продюсировал «Большой куш» и «Унесённые».
В марте 2017 года Collider сообщил, что Вон был лучшим кандидатом на роль режиссера «Человека из стали 2». В сентябре того же года Вон подтвердил, что ведет переговоры со студией о том, чтобы возглавить проект. К марту 2019 года Вон заявил, что переговоры с Warner Bros. закончились, и он больше не участвует в разработке фильма.
В 2021 году Вон он начал работать над шпионским фильмом «Аргайл: Супершпион». Фильм будет распространяться Apple TV+, которая получила права на него за 200 миллионов долларов, а также будет выпущен в кинотеатрах для распространения компанией Universal Pictures.

## Фильмография
- «Звёздные войны. Эпизод IV: Новая надежда»

| Год  | Название фильма                  | Режиссёр | Продюсер | Сценарист | Примечание      |
| ---- | -------------------------------- | -------- | -------- | --------- | --------------- |
| 1996 | Сон невинных                     | Нет      | Да       | Нет       |                 |
| 1998 | Карты, деньги, два ствола        | Нет      | Да       | Нет       |                 |
| 2000 | Большой куш                      | Нет      | Да       | Нет       |                 |
| 2001 | Костолом                         | Нет      | Да       | Нет       |                 |
| 2002 | Унесённые                        | Нет      | Да       | Нет       |                 |
| 2003 | Краткий фильм о Джоне Болтоне    | Нет      | Да       | Нет       | короткометражка |
| 2004 | Слоёный торт                     | Да       | Да       | Нет       |                 |
| 2007 | Звёздная пыль                    | Да       | Да       | Да        |                 |
| 2009 | Гарри Браун                      | Нет      | Да       | Нет       |                 |
| 2010 | Пипец                            | Да       | Да       | Да        |                 |
| 2010 | Расплата                         | Нет      | Да       | Да        |                 |
| 2011 | Люди Икс: Первый класс           | Да       | Да       | Да        |                 |
| 2013 | Пипец 2                          | Нет      | Да       | Нет       |                 |
| 2014 | Люди Икс: Дни минувшего будущего | Нет      | Нет      | Да        |                 |
| 2015 | Kingsman: Секретная служба       | Да       | Да       | Да        |                 |
| 2015 | Фантастическая четвёрка          | Нет      | Да       | Нет       |                 |
| 2016 | Эдди «Орёл»                      | Нет      | Да       | Нет       |                 |
| 2017 | Kingsman: Золотое кольцо         | Да       | Да       | Да        |                 |
| 2019 | Рокетмен                         | Нет      | Да       | Нет       |                 |
| 2021 | King’s Man: Начало               | Да       | Да       | Нет       |                 |
| 2021 | Тихая ночь                       | Нет      | Да       | Нет       |                 |
| 2023 | Тетрис                           | Нет      | Да       | Нет       |                 |
| 2024 | Аргайл: Супершпион               | Да       | Да       | Нет       |                 |
| 2024 | Школьная драка                   | Нет      | Да       | Нет       |                 |
| 2025 | Каскадёр                         | Нет      | Да       | Да        |                 |
| TBA  | Kingsman 3                       | Да       | Да       | Да        | объявлен.       |
| TBA  | I Am Pilgrim                     | Да       | Нет      | Да        | объявлен        |
| TBA  | Проект X                         | Да       | Нет      | Нет       |                 |